# Rolê - Histórias dos Rolezinhos
Rolê - Histórias dos Rolezinhos é um documentário brasileiro escrito e dirigido por Vladimir Seixas e realizado pela produtora Couro de Rato. O filme mostra como os chamados rolezinhos marcaram o Brasil na década de 2010 e como a presença massiva de jovens negros periféricos ocupando shopping centers urbanos trouxe novamente à tona a discussão sobre o racismo entranhado na sociedade. O documentário estreou e foi premiado no Rhode Island International Film Festival, um dos festivais qualificadores pro Oscar e ganhou o Festival do Rio como melhor longa-metragem documentário.

## Sinopse
Os Rolezinhos em shoppings no Brasil mobilizaram milhares de pessoas nos últimos anos. Essa forma inusitada de manifestação escancarou as barreiras impostas pela discriminação racial e exclusão social. Acompanhe neste documentário a vida e as lembranças de três personagens negras que enfrentaram situações traumáticas de racismo e participaram das ocupações em shoppings. Descubra os sonhos, a beleza, a poesia, a arte e a política de uma geração que encontrou novas maneiras de lidar com a violência vivida promovendo um intenso debate pelo país.

## Recepção
Rolê - Histórias dos Rolezinhos teve sua primeira exibição mundial em agosto de 2021 na mostra competitiva de longa-metragem do RIIFF 2021- Rhode Island International Film Festival, nos EUA, de onde saiu vencedor do Grande Prêmio Visão (Vision Award - Grand Prize) e estreou no Brasil em outubro de 2021 no 10º Olhar de Cinema - Curitiba International Film Festival, de onde saiu vencedor do Prêmio Especial do Júri e Prêmio do Público.
Bruno Carmelo em sua crítica para o Papo de Cinema disse que o filme "impressiona pela concepção e acabamento estéticos". Para Fillipo Pitanga da Fórum (revista), "algumas das melhores cenas advém justamente de mostrar que as raízes da ancestralidade deste país, quilombolas e indígenas". Para Thiago Cardoso, "Rolê - Histórias dos Rolezinhos quer falar muita coisa porque entende que os assuntos que vem a abordar, seja por imagens de arquivo, por depoimentos e performances, estão intrinsecamente ligados. Entre histórias reais que vão do preconceito a superação, há uma juventude que não se permite mais intimidar".
Segundo Carlos Henrique Lima, "Rolê faz a história de movimento e do que não muda: o racismo que estrutura todas as nossas relações". Já Júlia Pilvirenti escreve que "o documentário não é feito para educar pessoas brancas, mas sim para ouvir a juventude preta e exibir os horrores da nossa sociedade". Para Francisco Carbone "o filme utiliza de excelente material de arquivo sobre os episódios, muitos de violência absurda e inquestionável, que expõe um país apavorante, que mata pessoas pela cor de sua pele sem qualquer outra razão que não o racismo.

## Prêmios e indicações
25º Rhode Island International Film Festival - RIIFF 2021
- Grande Prêmio Visão (Vision Award - Grand Prize) - venceu

10º Olhar de Cinema - Curitiba International Film Festival
- Prêmio Especial do Júri - venceu
- Prêmio do Público - venceu

23º Festival do Rio - Rio de Janeiro Int'l Film Festival
- Melhor Longa-metragem Documentário - venceu

54º Festival de Brasília
- Mostra Memória e Linguagens - não competitiva

25º Festival do Filme Documentário e Etnográfico - Forumdoc.bh 2021
- Festival não competitivo

8º Mostra de Cinema de Gostoso
- Melhor Longa-Metragem - venceu

15º Atlantidoc - Festival Internacional de Cine Documental de Uruguay

- Menção Honrosa - venceu

2021 Culver City Film Festival

- Melhor Documentário - indicado